# Шерв Шатлар
Шерв Шатлар (фр. Cherves-Châtelars) насеље је и општина у западној Француској у региону Поату-Шарант, у департману Шарант која припада префектури Конфолан.
По подацима из 2011. године у општини је живело 425 становника, а густина насељености је износила 13,85 становника/km². Општина се простире на површини од 30,68 km². Налази се на средњој надморској висини од 234 метара (максималној 313 m, а минималној 125 m).

## Демографија
| 1962. | 1968. | 1975. | 1982. | 1990. | 1999. | 2011. |
| ----- | ----- | ----- | ----- | ----- | ----- | ----- |
| 581   | 656   | 608   | 592   | 520   | 443   | 425   |

График промене броја становника у току последњих година